# Succinat dehidrogenază

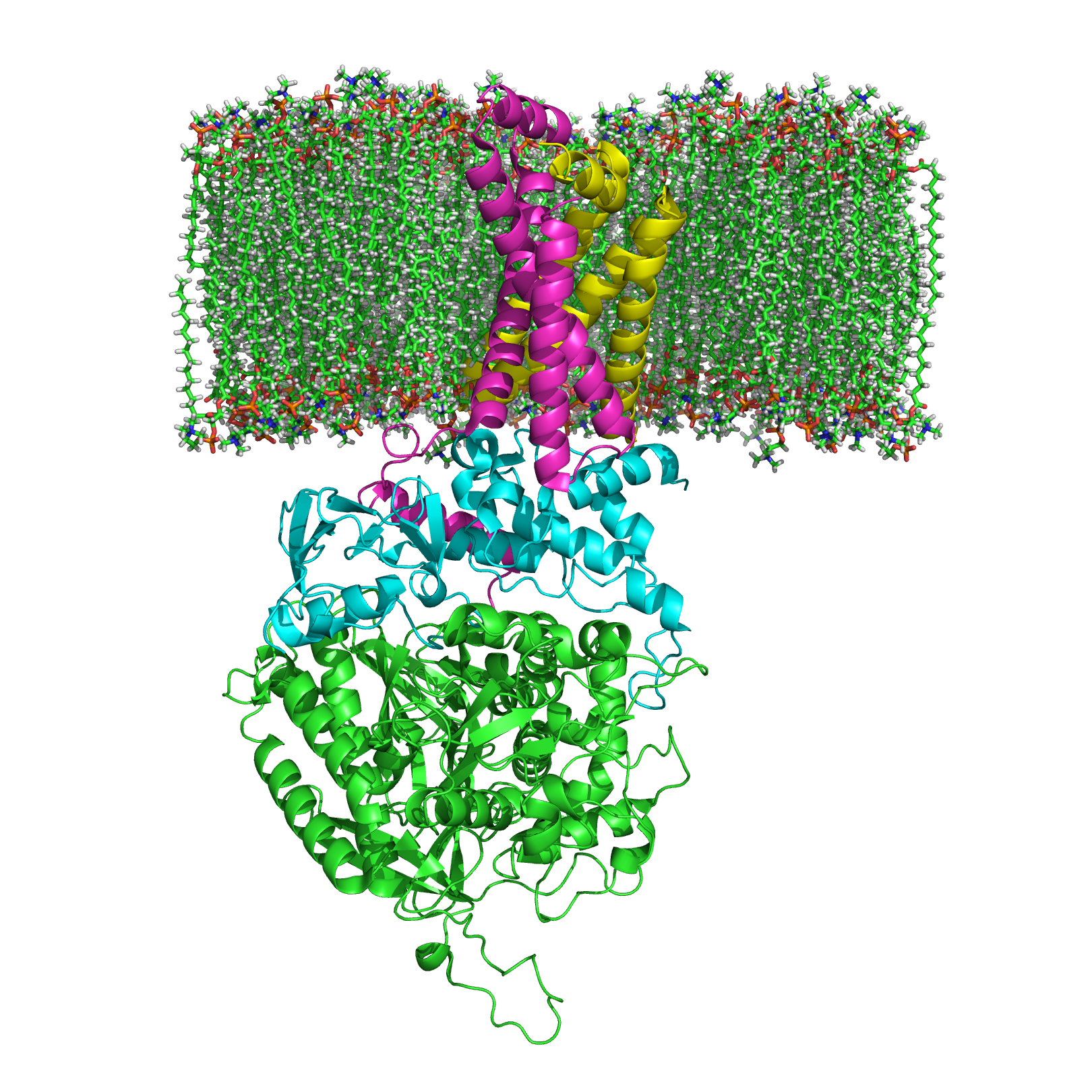
Structura SDH (SdhA, SdhB, SdhC and SdhD)

Succinat dehidrogenaza (SDH), succinat-coenzima Q reductaza (SQR) sau complexul respirator II (EC 1.3.5.1) este un complex enzimatic regăsit la eucariote din clasa dehidrogenazelor (oxidoreductaze). Este singura enzimă care catalizează reacții din ciclul Krebs și lanțul transportor de electroni, doi căi metabolice majore. Analiza histochimică indică cantități ridicate de SDH în mușchi, ceea ce arată un număr mare în mitocondrii și potențialul oxidativ ridicat.
Reacția chimică este cea de conversie prin oxidare a succinatului la fumarat, în prezență de FAD (care se reduce la FADH2):
 +   FAD   {\displaystyle \rightleftharpoons }  + FADH2